# Osvaldo Dorticós Torrado
Osvaldo Dorticós Torrado (ur. 17 kwietnia 1919, zm. 23 czerwca 1983) – kubański polityk, prezydent Kuby od 18 lipca 1959 roku do 2 grudnia 1976 roku.

## Życiorys
Torrado był z wykształcenia prawnikiem. Jako członek ruchu rewolucyjnego pod przywództwem Fidela Castro został uwięziony w 1958 roku przez Fulgencio Batistę. Po ucieczce z więzienia udał się do Meksyku. Do kraju powrócił po zwycięstwie rewolucji w 1959 roku. Castro powołał go na stanowisko ministra sprawiedliwości. W 1959 został prezydentem Kuby zastępując na tym stanowisku Manuela Urrutia Lleó. W 1976 roku w wyniku reorganizacji rządu Torrado stracił urząd prezydenta na rzecz Fidela Castro. Następnie wszedł w skład Rady Państwa.

## Odznaczenia
- Krzyż Wielki Orderu Odrodzenia Polski – 1963[2]